# Grzegorz Wojtkowiak
Grzegorz Wojtkowiak (Kostrzyn nad Odrą, Polonia, 26 de enero de 1984) es un futbolista polaco que juega de defensa para el Lech Poznań de la Ekstraklasa.

## Selección nacional
Ha sido internacional con la selección de fútbol de Polonia, con la que debutó en septiembre de 2008 contra la selección de fútbol de San Marino en el Estadio Olímpico de Serravalle.

### Participaciones en Eurocopas
| Copa          | Sede              | Resultado      |
| ------------- | ----------------- | -------------- |
| Eurocopa 2012 | Polonia y Ucrania | Fase de grupos |

## Clubes
| Club            | País     | Periodo   | Partidos |
| --------------- | -------- | --------- | -------- |
| Amica Wronki    | Polonia  | 2003-2006 | 33       |
| Lech Poznań     | Polonia  | 2006-2012 | 109      |
| TSV 1860 Múnich | Alemania | 2012-2015 | 58       |
| Lechia Gdańsk   | Polonia  | 2016-2019 | 45       |
| Lech Poznań     | Polonia  | 2019-     |          |